# Dasyopa ruficeps
Dasyopa ruficeps är en tvåvingeart som först beskrevs av Macquart 1835.  Dasyopa ruficeps ingår i släktet Dasyopa och familjen fritflugor. Inga underarter finns listade i Catalogue of Life.